# Glacier du Ruitor
Le glacier du Ruitor se trouve en Vallée d'Aoste. C'est l'un des plus étendus de la région.

## Géographie
Le glacier du Ruitor se situe dans le vallon de La Thuile et tire son nom de la Tête du Ruitor. 
Il est contourné par les sommets suivants :
- Flambeau (3 315 m) ;
- Doravidi (3 439 m) ;
- mont Château blanc (3 408 m) ;
- Becca du Lac (3 402 m) ;
- Pointe d'Avernet (3 307 m) ;
- Grand Assaly (3 177 m).

Les Vedettes du Ruitor (3 332 m et 3 236 m) s'élèvent au centre du glacier.
De ce glacier coule la Doire du Verney.

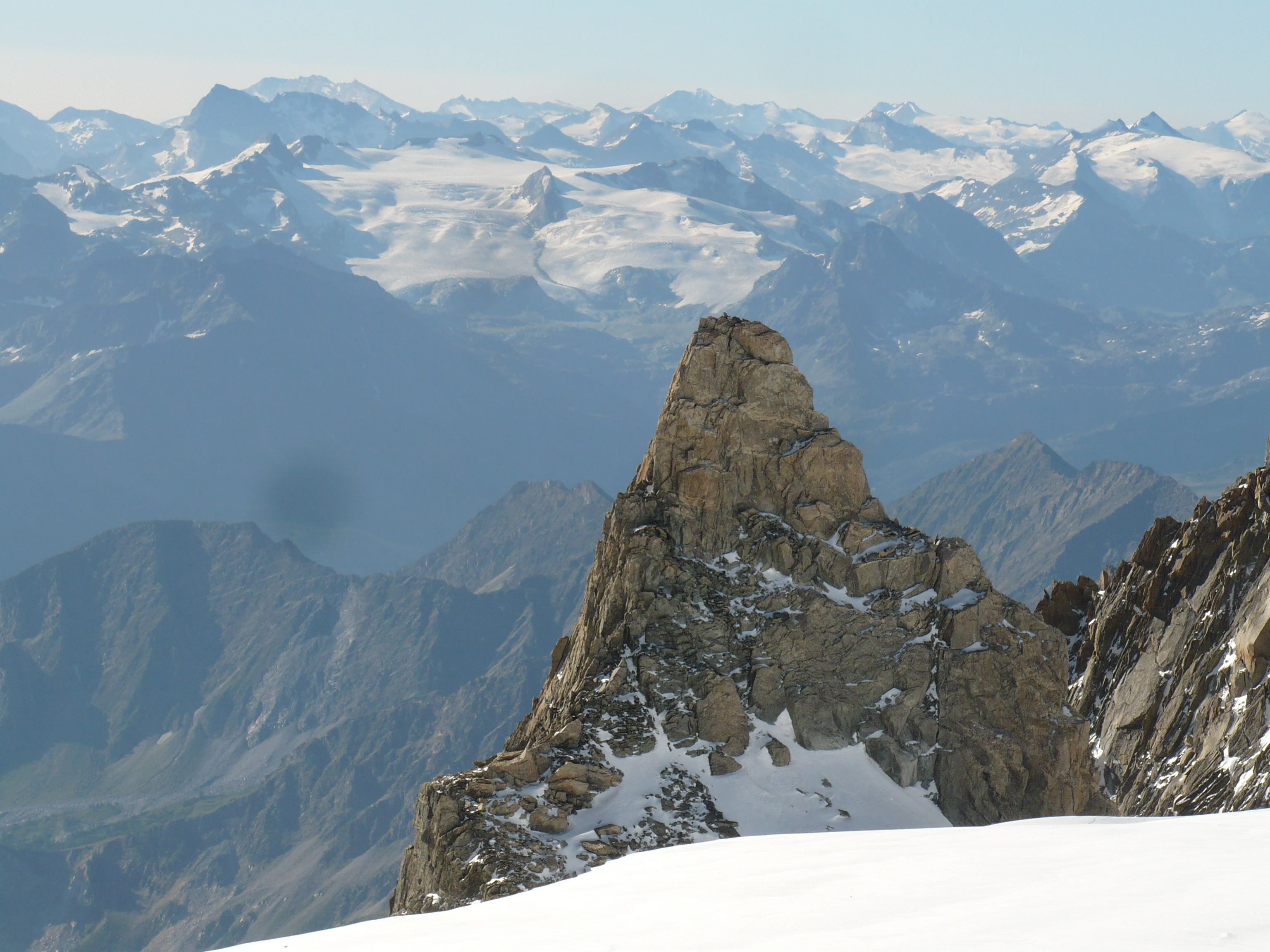
Le glacier du Ruitor vu depuis le mont Blanc du Tacul.
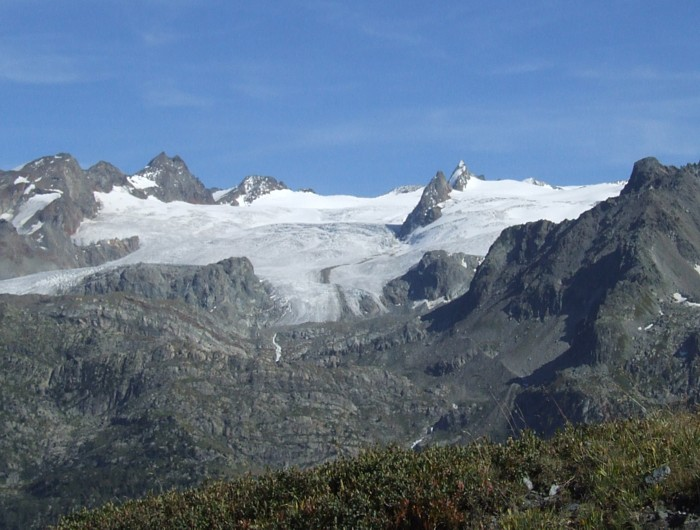
Le glacier vu du nord-ouest.